# Faisal-Moschee

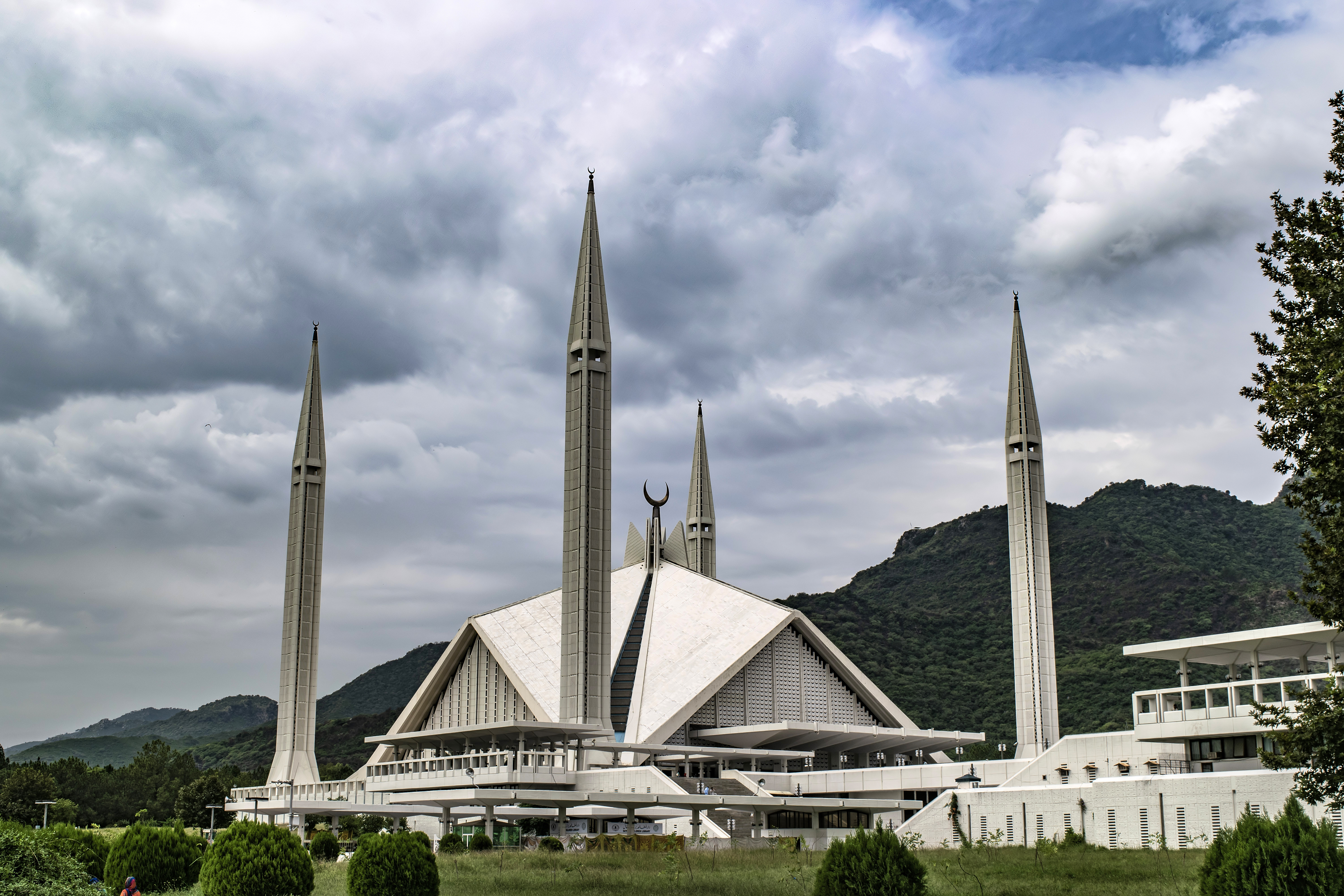
Faisal-Moschee

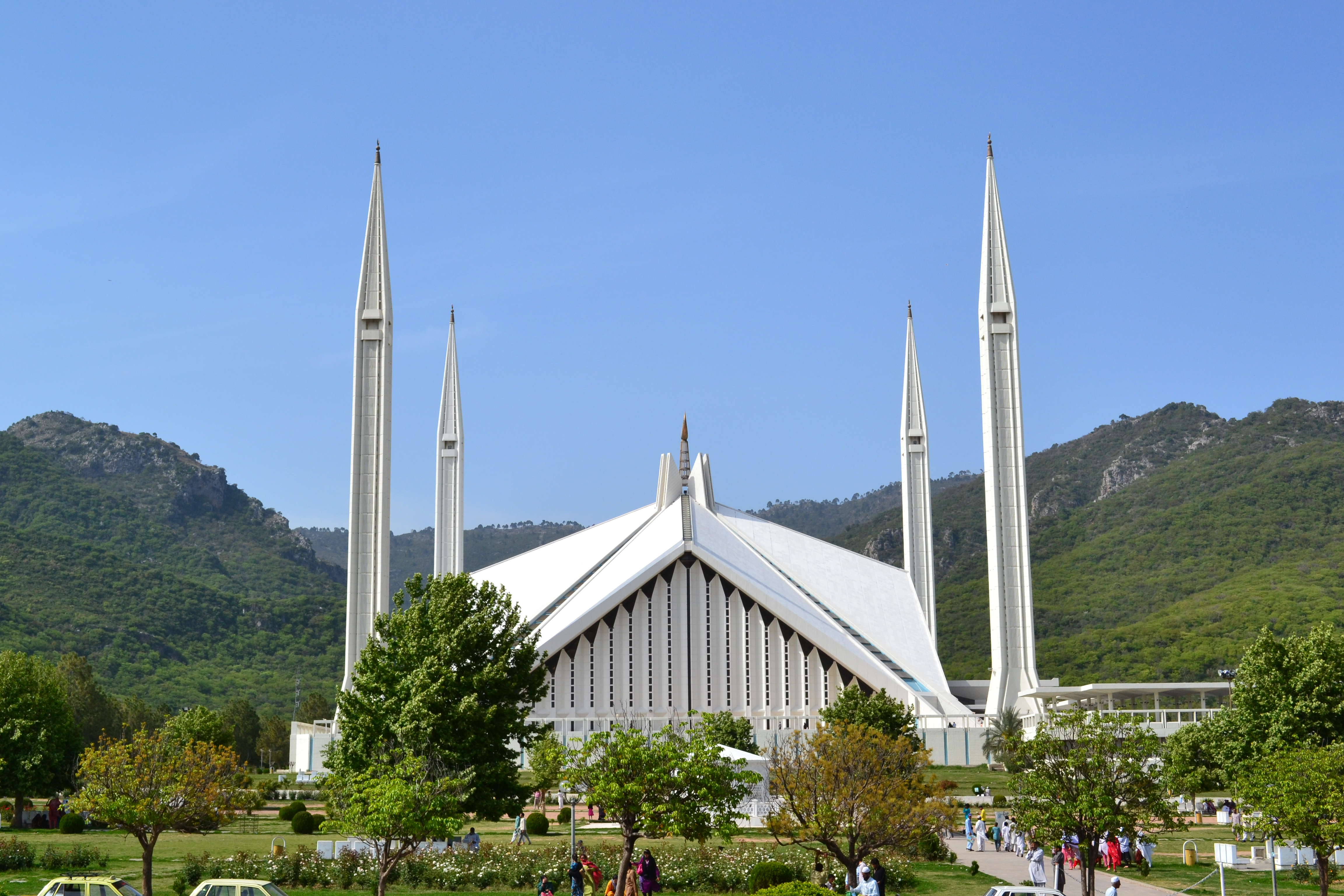
Faisal-Moschee im April 2013

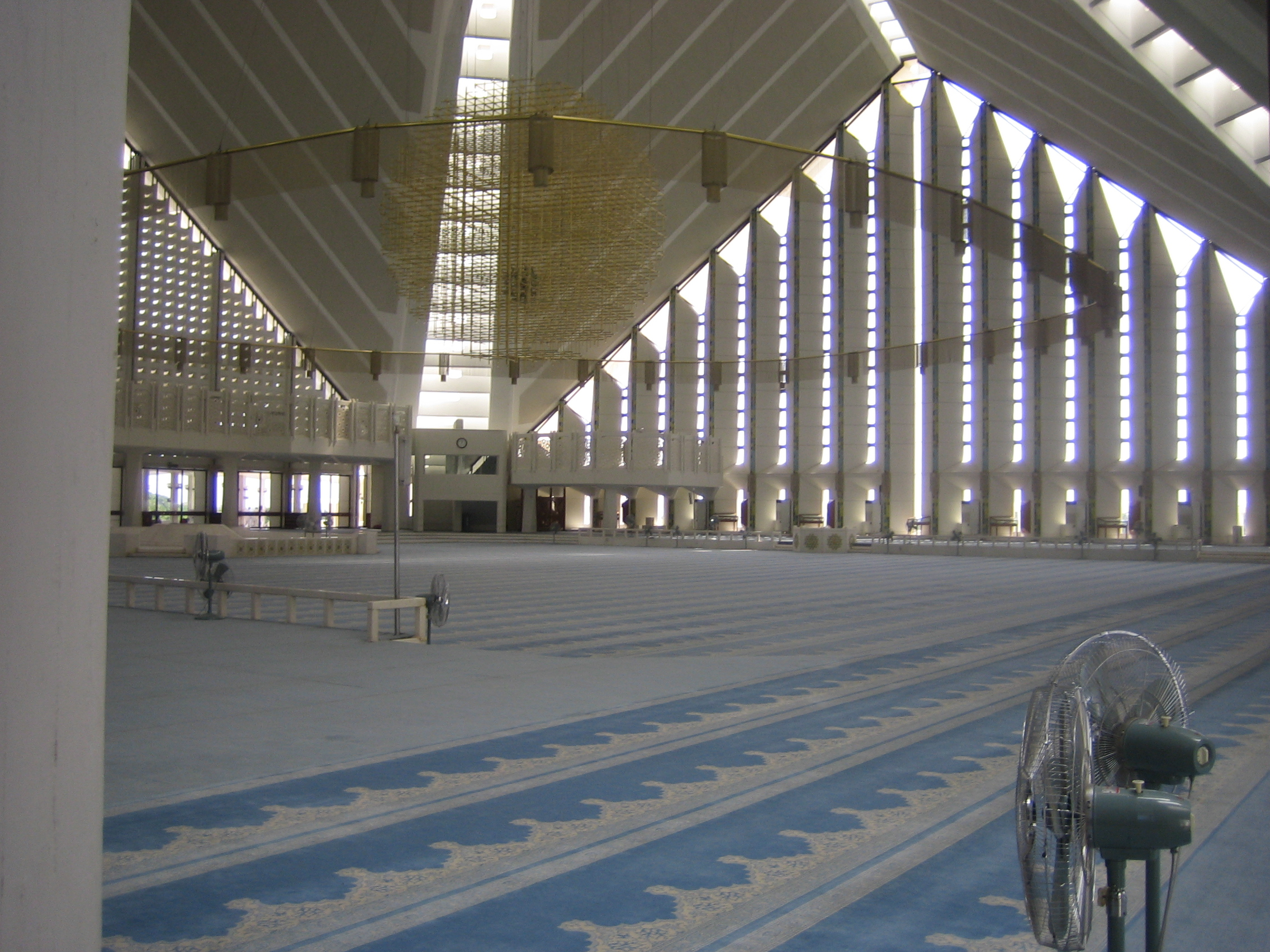
Innenansicht

Die Schah-Faisal-Moschee (englisch Shah Faisal Masjid, Urdu شاه فيصل مسجد) ist die Nationalmoschee von Pakistan (Pakistan Ke Qaumi Masjid). Sie befindet sich im Nordwesten der pakistanischen Hauptstadt Islamabad vor den Margalla-Hügeln. Sie wurde nach König Faisal von Saudi-Arabien benannt.
Aufgrund ihrer besonderen Architektur und Größe ist die goldverzierte Moschee heute das Wahrzeichen der Stadt. Das Ende der 1970er Jahre entworfene und 1986 fertiggestellte Gebäude bietet zusammen mit seinem Hof bis zu 74.000 Menschen Platz.

## Geschichte
Im Jahr 1966 fand der damalige König Saudi-Arabiens Faisal ibn Abd al-Aziz bei einem Besuch in Islamabad Gefallen an dem Platz, von dem er ganz Islamabad überblicken konnte, und machte den Vorschlag für den Bau einer riesigen Moschee.
1969 wurde ein Wettbewerb ausgeschrieben, bei dem Architekten aus 17 Ländern Vorschläge für das Design der zukünftigen Moschee einbrachten. Nach vier Tagen Beratung wurde das Design des türkischen Architekten Vedat Dalokay ausgewählt.
Der Bau der Moschee begann 1976. Die Kosten in Höhe von 130 Millionen Saudi-Rial übernahm die saudi-arabische Regierung. König Faisal persönlich war an der Finanzierung der Moschee beteiligt. Nach seiner Ermordung 1975 wurden die Moschee und die Straße, die dorthin führt, nach ihm benannt. Die Moschee wurde 1986 fertiggestellt.

## Konstruktion
Die Moschee, eine außergewöhnliche und sehr moderne Konstruktion mit vier Minaretten, umfasst eine Fläche von 5000 Quadratmetern. Die im Aufriss quadratische Gebetshalle ist der Form eines arabischen Beduinenzeltes nachempfunden. Sie erreicht eine Höhe von 40 Metern. Die 90 Meter hohen, schlanken Minarette orientieren sich an osmanischen Vorbildern; sie sind die höchsten Südasiens. In der Gebetshalle finden etwa 10.000 Menschen Platz, im Eingangsbereich 24.000 und auf dem Hof weitere 40.000. Damit gehört sie zu den größten Moscheen der Welt. Der Gesamtkomplex enthält außerdem noch Räumlichkeiten für ein islamisches Forschungszentrum, eine Bibliothek, ein Museum und ein Auditorium.
Die zentrale Beleuchtung wird durch eine Kugel aus goldeloxierten Aluminiumrohren realisiert, die an jedem Ende eine Glühlampe tragen, sowie einem großen Ring von Downlights. Die durch die ca. 1000 Glühlampen gebildete Kugel hat einen Durchmesser von ca. 10 Metern, der „Satelliten“-Ring besteht aus 40 Leuchten und hat einen Durchmesser von ca. 40 Metern. Zwischen den einzelnen Leuchten stellt ein Vorhang aus goldfarbenen Zierketten die Verbindung her. Diese Beleuchtung wurde seinerzeit von dem deutschen Lichtplaner Johannes Dinnebier in Zusammenarbeit mit dem Architekten konzipiert und im Jahr 1985 unter der Leitung von K.-M. Jahn in Islamabad realisiert.